# جیسن فورمن
جیسن فورمن (انگلیسی: Jason Furman؛ زادهٔ ۱۸ اوت ۱۹۷۰) اقتصاددان و سیاست‌مدار اهل ایالات متحده آمریکا است، که هم‌اکنون ریاست شورای مشاوران اقتصادی رئیس‌جمهور ایالات متحده آمریکا را برعهده دارد.